# 沈莹 (政治人物)
沈莹（1965年5月—），女，汉族，河南信阳市罗山县人，中华人民共和国政治人物。北京大学政治经济学专业研究生毕业，经济学博士，副研究员。曾任中共黑龙江省委常委、黑龙江省人民政府常务副省长、中共江苏省委副书记，现任中央统战部副部长、全国工商联党组书记、常务副主席（正部长级）。中共第二十届中央候补委员。

## 经历
1987年3月加入中国共产党，同年毕业于北京大学经济学院经济学专业。1990年取得北京大学经济学硕士，同年1月参加工作。

### 国资委
曾在国家国有资产管理局和财政部工作。2015年1月，任国务院国有资产监督管理委员会总会计师。2018年7月，任国务院国资委副主任。

### 黑龙江
2018年12月，任黑龙江省人民政府副省长、党组成员。2021年5月，任中共黑龙江省委常委、组织部部长。2022年5月，任黑龙江省人民政府常务副省长。

### 江苏
2022年12月，任中共江苏省委常委、组织部部长。2023年11月3日，升任中共江苏省委副书记。

### 全国工商联
2024年7月，再次回到北京工作，任中共中央统战部副部长、全国工商联党组书记、常务副主席，晋升正部长级。